# St. Johannis (Altona)

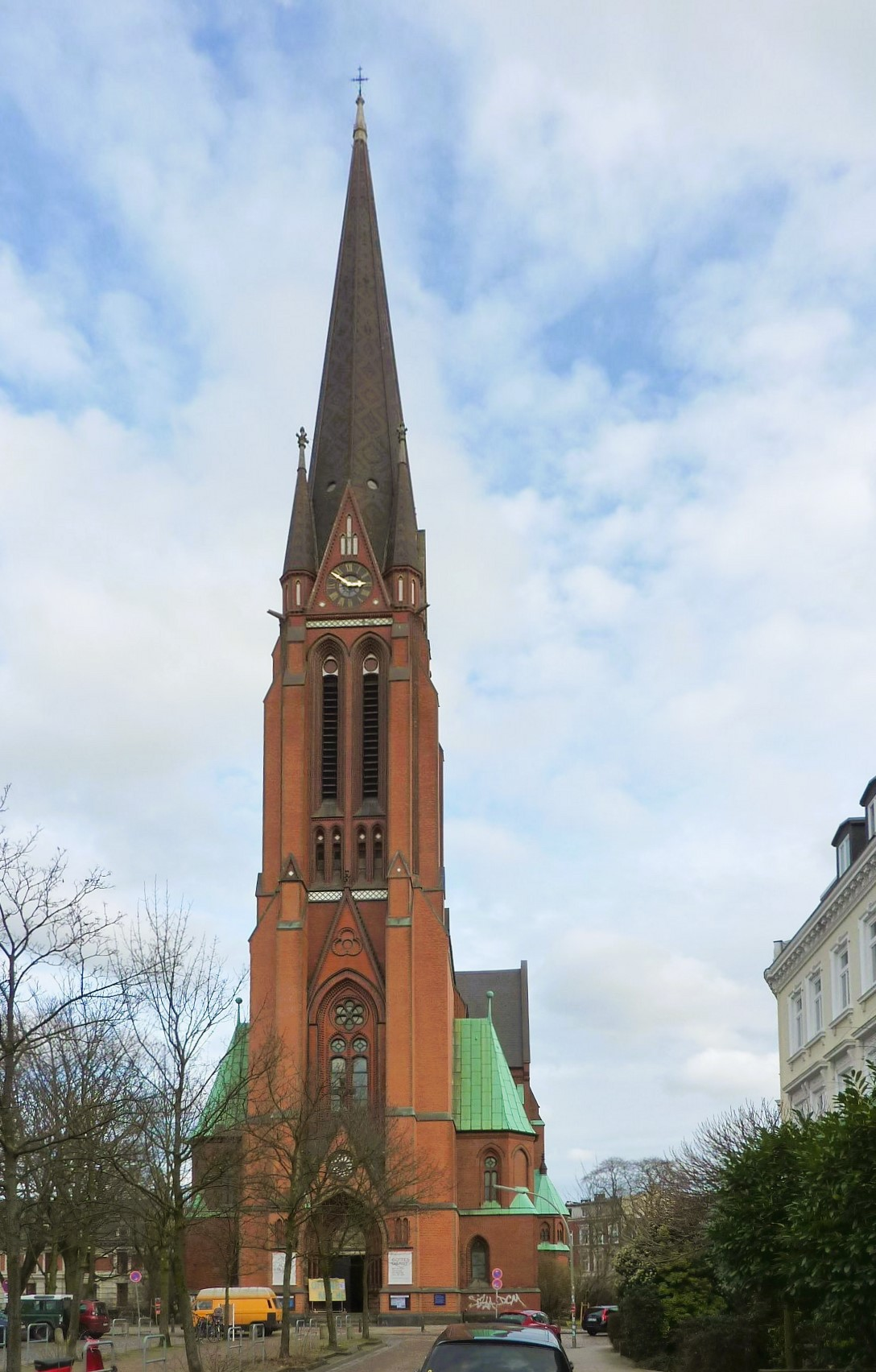
Der Turm von St. Johannis

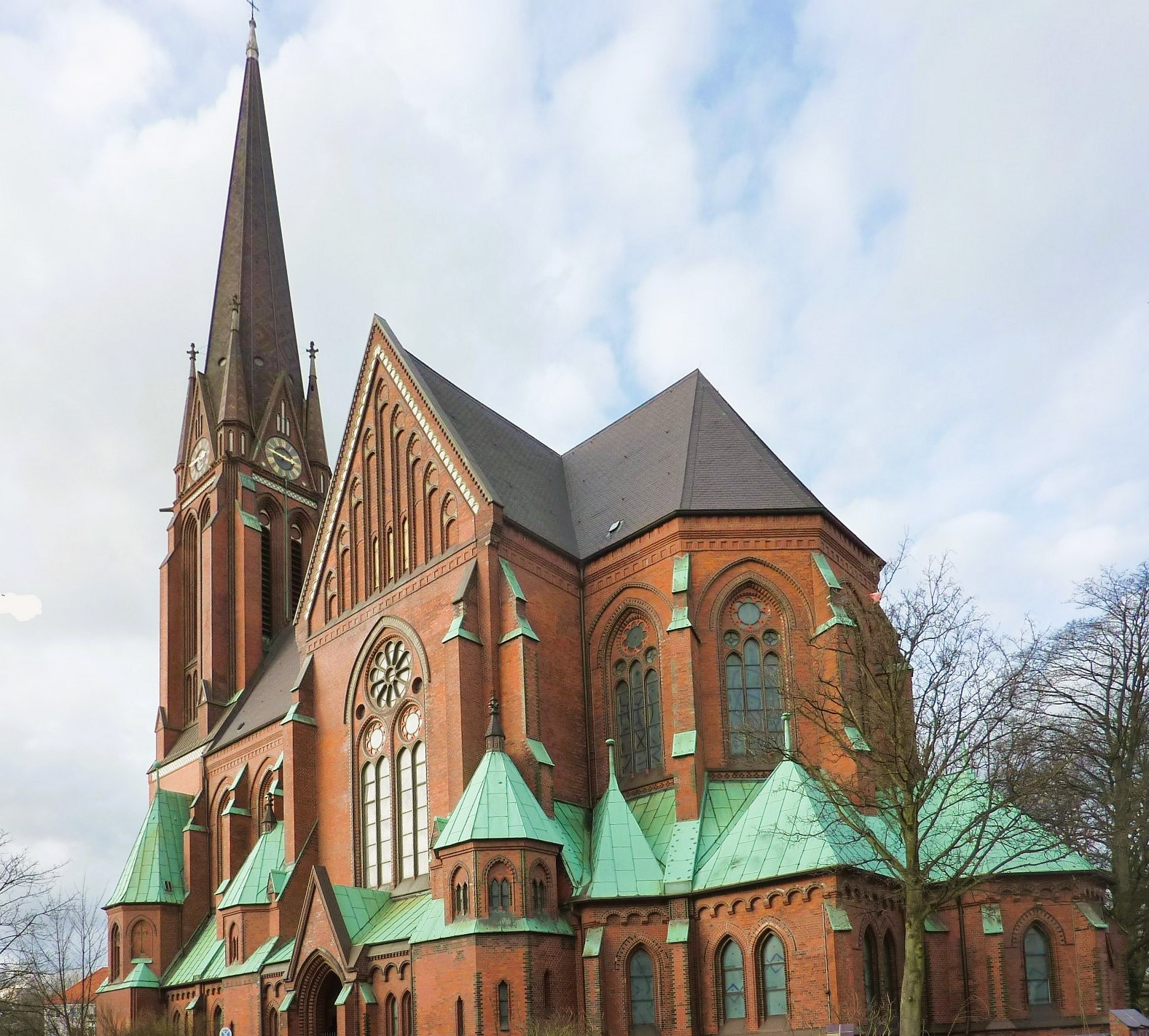
St. Johannis, Ansicht von Südosten

Die evangelisch-lutherische Kirche St. Johannis in Hamburg-Altona ist ein neugotischer Kirchenbau von 1873. Sie gehört der Kirchengemeinde Altona-Ost im Kirchenkreis Hamburg-West/Südholstein der Evangelisch-Lutherischen Kirche in Norddeutschland. 

## Geschichte und Beschreibung
Im Zuge der nördlichen Stadterweiterung Altonas in der zweiten Hälfte des 19. Jahrhunderts wurden in den neuen Wohngebieten Kirchenbauten benötigt. Sowohl für Hamburg als auch für Altona, das damals noch eine eigenständige und zu Schleswig-Holstein gehörende Stadt war, wurde Johannes Otzen als ausführender Architekt für viele der Neubauten verpflichtet, der mit seinen roten Backsteinkirchen in der Folgezeit ganze Stadtviertel prägte.
Trotz der starken Bevölkerungszunahme gab es jahrhundertelang in Altona neben der Trinitatiskirche nur die Heiliggeistkirche am Armenhaus. Die Gemeinde wünschte sich schon seit langem eine weitere Kirche. 1855, Altona hatte bereits mehr als 40.000 größtenteils evangelisch-lutherische Einwohner, forderte das königliche Ministerium der Herzogtümer Holstein und Lauenburg die Visitatoren der Propstei Altona auf, das Kirchspiel zu teilen. 1862 wurde die Abtrennung des Norderkirchspiels beschlossen. Die Ausführung verzögerte sich bis nach dem Deutsch-Dänischen Krieg. 1866 wurde mit Henning Dohrn der erste Pastor bestimmt. 1867 wurde ein Wettbewerb für den Entwurf der neuen Kirche ausgeschrieben, zu dem 33 Pläne eingereicht wurde. Die Kommission entschied sich für den Entwurf von Johannes Otzen, obwohl dieser die vorgegebenen Baukosten deutlich überschritt. Otzens Entwurf entsprach weitgehend dem Eisenacher Regulativ.
1868 begann man endlich mit dem Bau der neuen „Norderkirche“ neben dem Friedhof Norderreihe (heute Wohlerspark) an der Allee (heute Max-Brauer-Allee). Dieses Grundstück hatte die Gemeinde bereits 1831 erstanden. Gebaut wurde eine schlichtere, kostengünstigere Form von Otzens ursprünglichen Entwurf. Am 3. April 1873 wurde die Kirche eingeweiht.

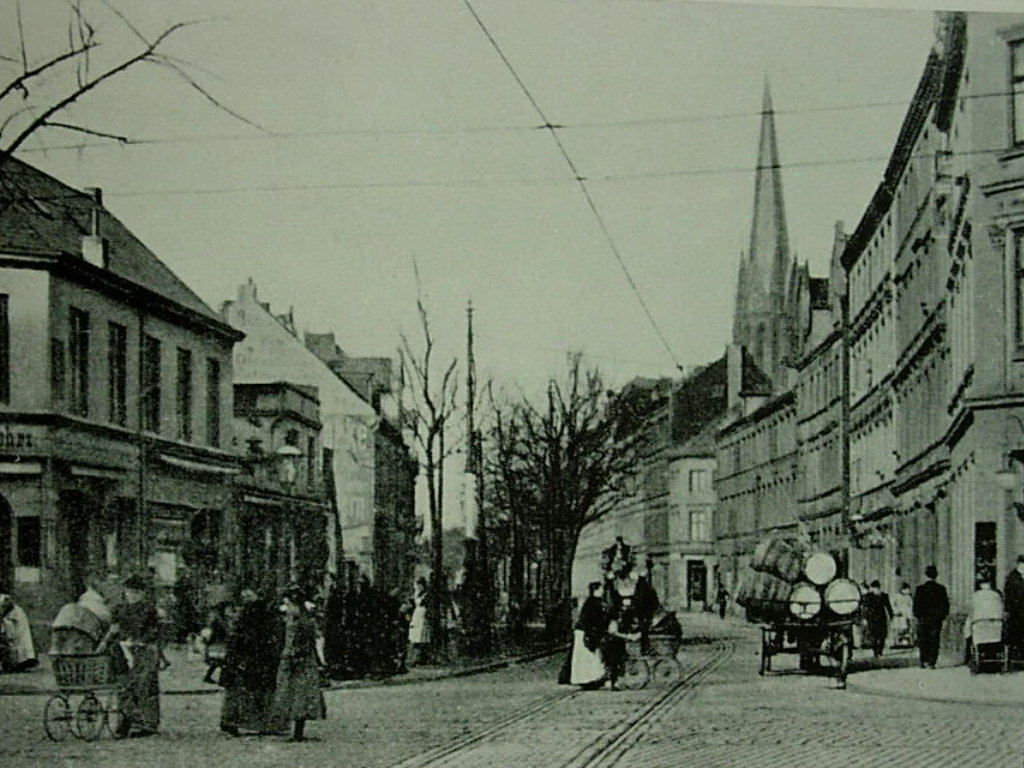
Blick von der „Allee“ über die Häuserdächer zum Kirchturm, um 1900

Die neogotische Kirche ist in dem für die Hamburger und Altonaer Kirchenbauten der Gründerzeit typischen gelben, glasierten Backstein als Basilika mit sehr niedrigen und schmalen Seitenschiffen und einer großen, zentralbauartigen Vierung ausgeführt. Das Innere ist vor allem durch die Verwendung von Backstein in verschiedene Farben gegliedert und bietet Platz für bis zu 600 Kirchenbesucher. Das ursprüngliche Inventar wurde passend zum Bau entworfen. Die Kirchenfenster und Ausmalung entwarf Michael Welter. Das Bildprogramm stellte die Heilsgeschichte dar. Dem Zeitgeschmack entsprechend war der Gesamteindruck verhältnismäßig düster.
Der schlanke, 83 Meter hohe Turm war im Altonaer Stadtgebiet der höchste Bau. Der gemauerte Turmhelm musste wegen gravierender Baumängel 1885 abgebrochen und erneuert werden. 1909 fand die erste große Renovierung unter Leitung von Otzen statt. Dabei wurde die Malerei erneuert und zum Teil verändert.
Die Johanniskirche war Pfarrkirche der Bevölkerung, aber auch Garnisonskirche. Während des „Dritten Reichs“ sammelten sich hier die Deutschen Christen, weil der 1933 eingesetzte Pastor und Altonaer Propst Peter Schütt ein überzeugter Nazi war. Obwohl er Juden und Zeugen Jehovas denunziert hatte, blieb er bis 1946 an der Johanniskirche. Durch seinen Wechsel nach Bargteheide konnte er der Entnazifizierung entgehen.
Im Zweiten Weltkrieg erlitt die Kirche schwere Schäden. Die Glasfenster wurden komplett zerstört. Reparaturen in den Nachkriegsjahren führten zu einer nüchternen Umgestaltung im Inneren. Diese Veränderungen wurden später größtenteils rückgängig gemacht und die Kirche erscheint heute wieder backsteinsichtig wie zu ihrer Erbauungszeit. Die Sanierungsarbeiten und der Umbau zur Kulturkirche erfolgten 1993 bis 1998 unter Leitung des Architekten Joachim Reinig. Die Ausmalung von 1909 wurde teilweise wieder freigelegt. Die alten Kirchenfenster wurden nicht wiederhergestellt; die heutigen Fenster von 1997 gestaltete die aus Südkorea stammende Hamburger Künstlerin Eun Nim Ro (1946–2022).

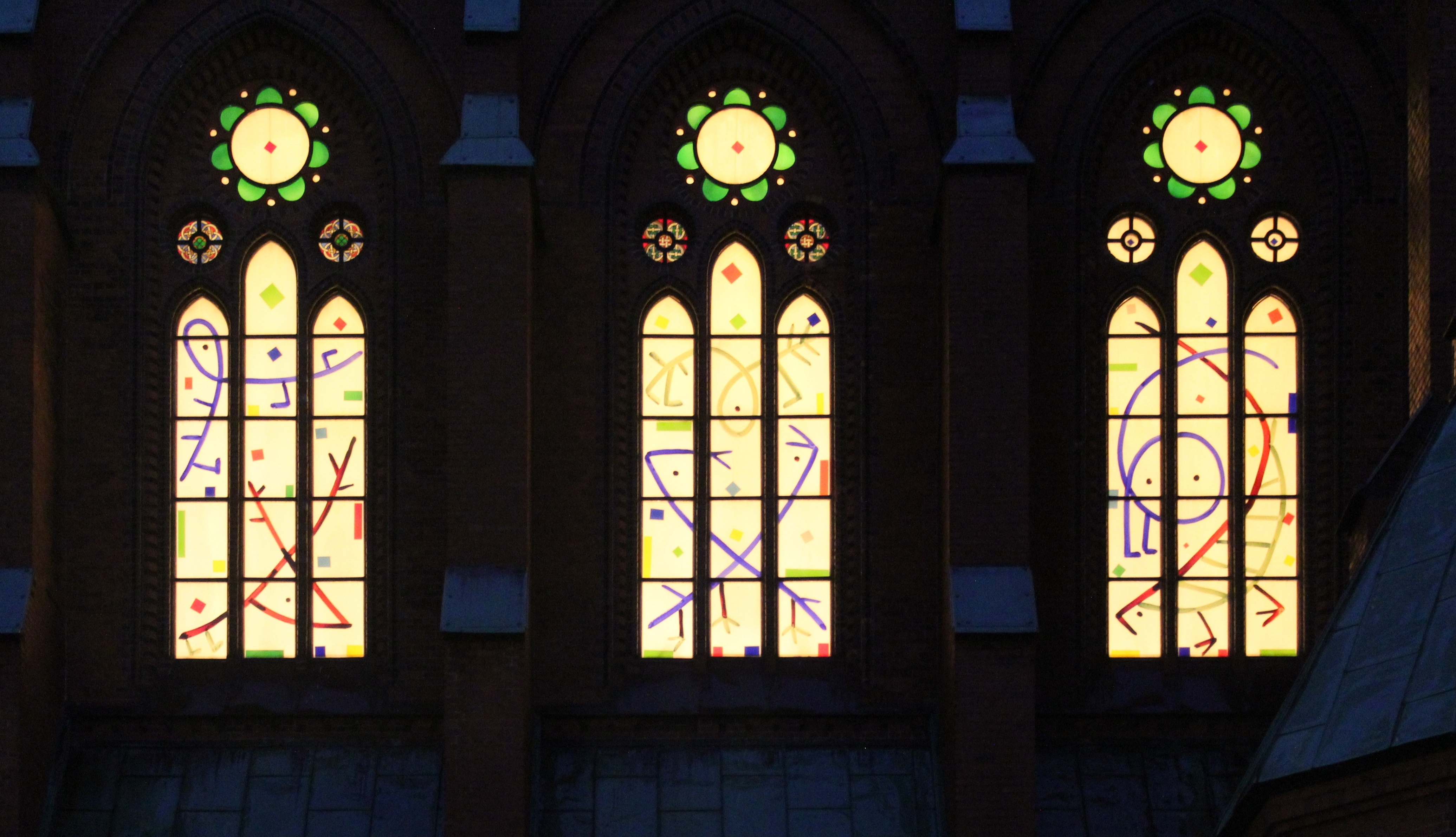
Fenster auf der Südseite des Kirchenraums

Während der Bauarbeiten wurden am 21. August 1994 Turm, Kirchenschiff und Orgel durch Brandstiftung eines Jugendlichen schwer beschädigt und teilweise zerstört.

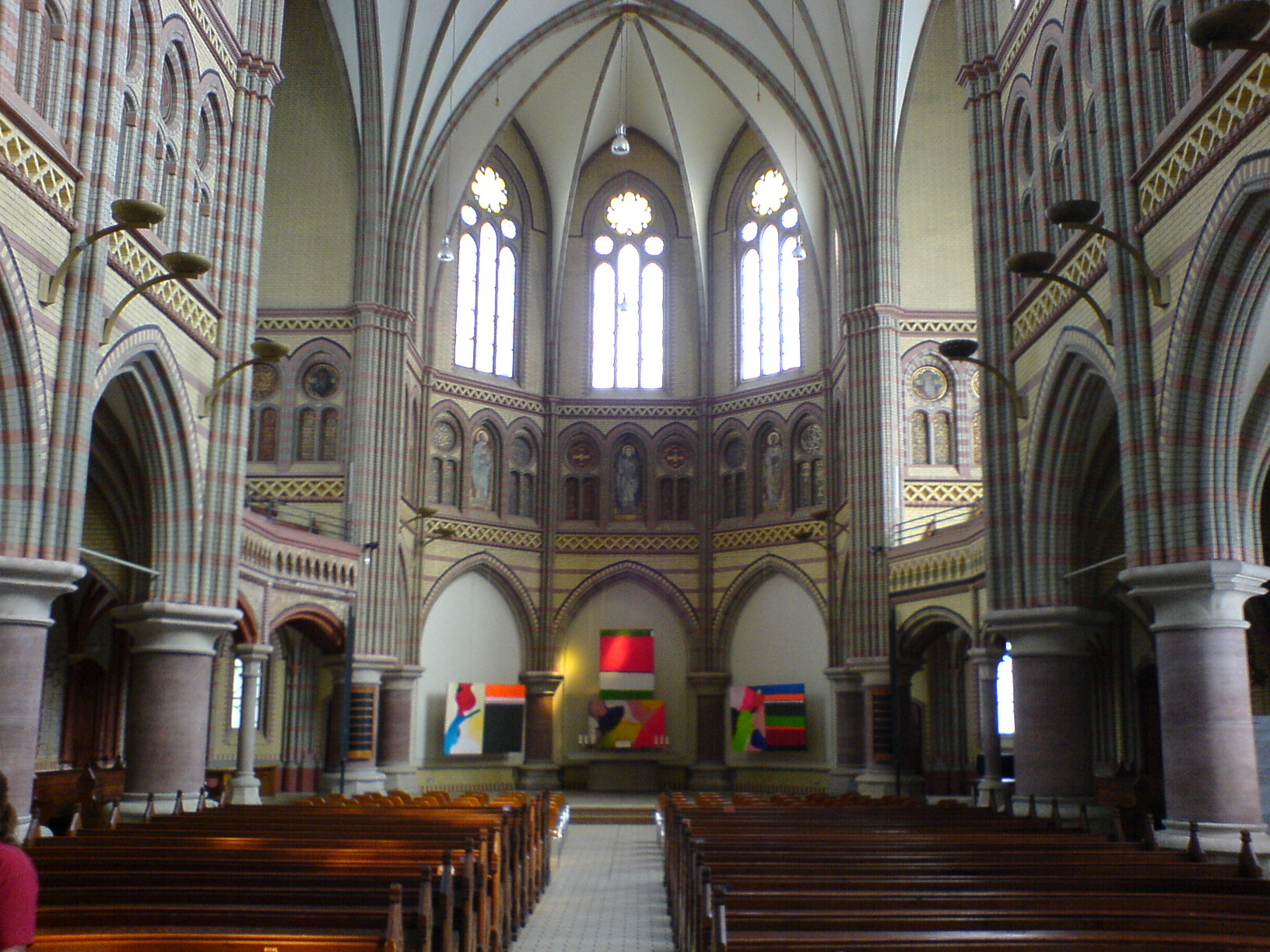
St. Johannis, Blick in den Kirchenraum zum Altar

Seit 2007 gehört die Gemeinde St. Johannis, neben der Christophoruskirche und der Friedenskirche, zur neuen Gemeinde Altona-Ost.
2013 diente sie im Film Vom Fischer und seiner Frau aus der Reihe Sechs auf einen Streich als Kulisse für die Szene mit der Frau als Päpstin.

### Orgel

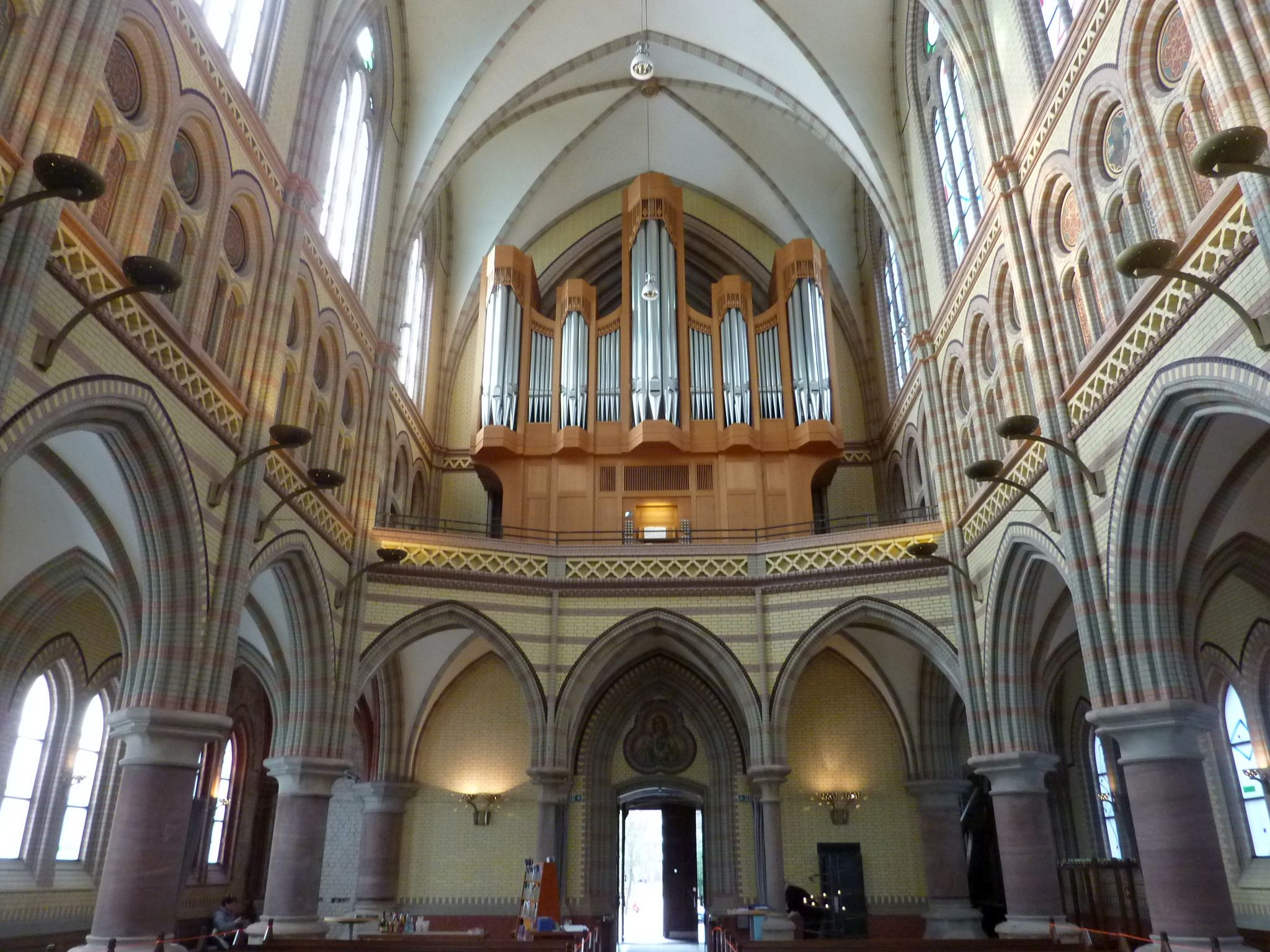
Blick auf die Orgel

Die neue Orgel wurde 1998 eingeweiht. Das dreimanualige Instrument wurde von der schweizerischen Firma Th. Kuhn im französisch-symphonischen Stil von Cavaillé-Coll gebaut. Die Orgel ist deshalb eine Besonderheit in der Hamburger Orgellandschaft und wird gern für Konzerte genutzt. Das Instrument verfügt über 48 Register auf Schleifladen. Die Spieltrakturen sind mechanisch, die Registertrakturen elektrisch.
| I Grand Orgue C–g3 |                  |     |
| 01.                | Montre           | 16′ |
| 02.                | Montre           | 08′ |
| 03.                | Flûte harmonique | 08′ |
| 04.                | Gambe            | 08′ |
| 05.                | Bourdon          | 08′ |
| 06.                | Prestant         | 04′ |
| 07.                | Flûte            | 04′ |
| 08.                | Doublette        | 02′ |
| 09.                | Fourniture V     | 02′ |
| 10.                | Cornet V (ab f0) | 08′ |
| 11.                | Trompette        | 08′ |
| 12.                | Clairon          | 04′ |

| II Positif C–g3 |                |         |
| 13.             | Bourdon        | 16′     |
| 14.             | Montre         | 08′     |
| 15.             | Salicional     | 08′     |
| 16.             | Flûte          | 08′     |
| 17.             | Bourdon        | 08′     |
| 18.             | Prestant       | 04′     |
| 19.             | Flûte          | 04′     |
| 20.             | Nazard         | 02 ⁄3′  |
| 21.             | Doublette      | 02′     |
| 22.             | Tierce         | 01 3⁄5′ |
| 23.             | Plein Jeu IV 0 | 01 ⁄3′  |
| 24.             | Trompette      | 08′     |
| 25.             | Cromorne       | 08′     |
|                 | Tremblant      |         |

| III Récit C–g3 |                      |     |
| 26.            | Quintaton            | 16′ |
| 27.            | Flûte traversière    | 08′ |
| 28.            | Viole de Gambe       | 08′ |
| 29.            | Bourdon              | 08′ |
| 30.            | Voix céleste (ab c0) | 08′ |
| 31.            | Flûte octaviante     | 04′ |
| 32.            | Octavin              | 02′ |
| 33.            | Plein Jeu V          | 02′ |
| 34.            | Basson               | 16′ |
| 35.            | Trompette harmonique | 08′ |
| 36.            | Hautbois             | 08′ |
| 37.            | Voix humaine         | 08′ |
| 38.            | Clairon harmonique   | 04′ |
|                | Tremblant            |     |

| Pédale C–f1 |             |     |
| 39.         | Soubasse    | 32′ |
| 40.         | Montre      | 16′ |
| 41.         | Soubasse    | 16′ |
| 42.         | Violon      | 16′ |
| 43.         | Flûte       | 08′ |
| 44.         | Violoncelle | 08′ |
| 45.         | Flûte       | 04′ |
| 46.         | Bombarde 0  | 16′ |
| 47.         | Trompette   | 08′ |
| 48.         | Clairon     | 04′ |

- Koppeln:
  - Normalkoppeln: II/I, III/I, III/II, I/P, II/P, III/P
  - Superoktavkoppel: III/P
  - Suboktavkoppel: III/I
- Spielhilfen: 256-fache Setzeranlage

### Glocken
Im Turm hängen drei Glocken, die vom Bochumer Verein für Bergbau und Gußstahlfabrikation gegossen wurden. Sie wurden 1872 gegossen und stellen eines der frühen Werke aus Bochum dar.

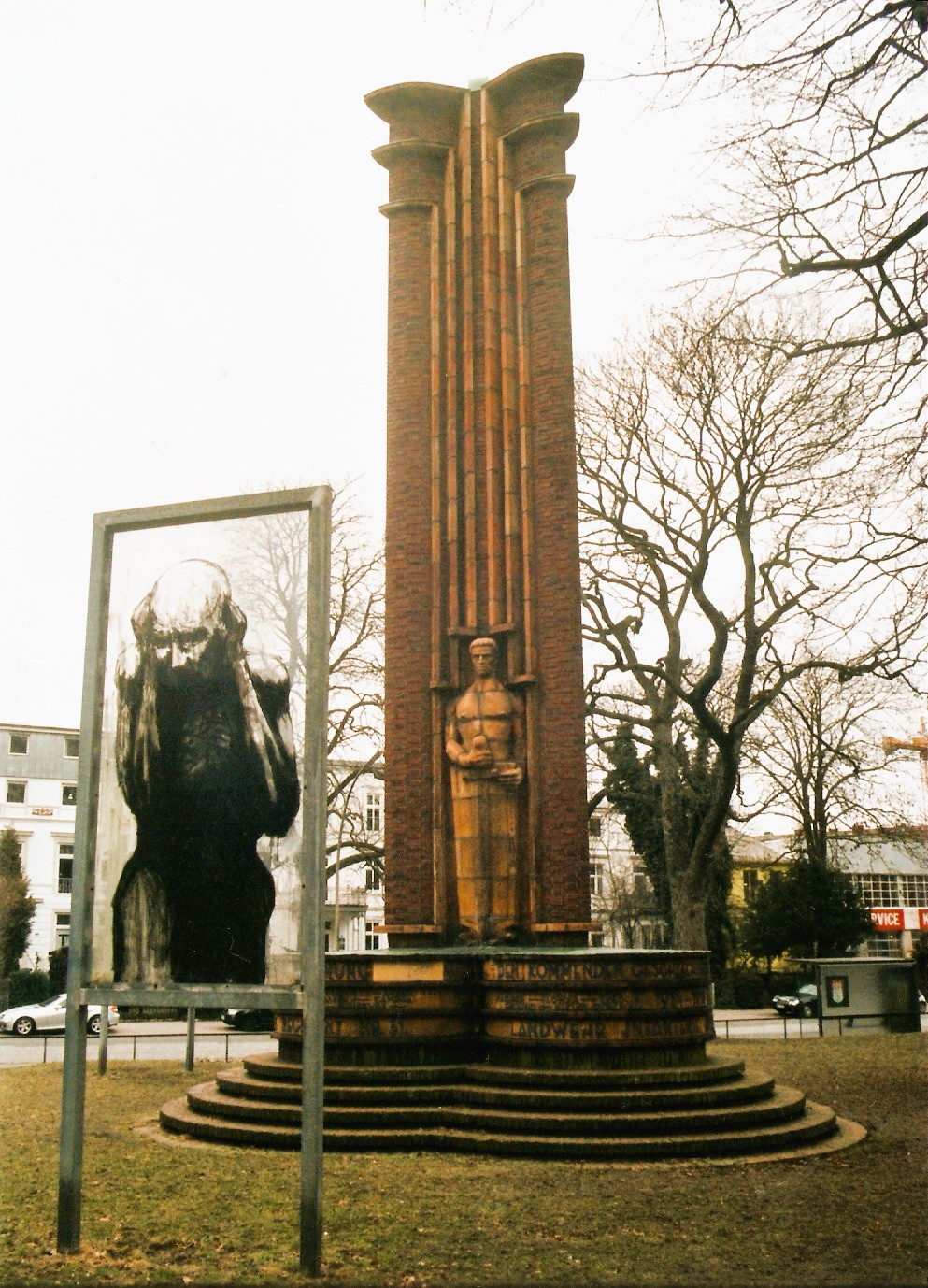
Denk- und Gegendenkmal

| Nr. | Schlagton | Gießer, Gussjahr       | Gewicht (KG) | Durchmesser (mm) | Material |
| --- | --------- | ---------------------- | ------------ | ---------------- | -------- |
| 1   | ais0      | Bochumer Verein (1872) | 2500         | 1900             | Stahl    |
| 2   | d1        | Bochumer Verein (1872) | 1500         | 1600             | Stahl    |
| 3   | e1        | Bochumer Verein (1872) | 930          | 1330             | Stahl    |

### Kriegerdenkmal
St. Johannis war die Garnisonskirche des nach dem Ersten Weltkrieg aufgelösten Infanterie-Regiments „Graf Bose“ (1. Thüringisches) Nr. 31. Für die Gefallenen wurde auf dem Vorplatz ein Denkmal aufgestellt und am 4. Oktober 1925 eingeweiht: eine 8,5 Meter hohe Stele der Architekten Esselmann & Gerntke aus Backstein und farbig glasierten Terrakotten im Stil des Hamburger Backsteinexpressionismus und heldenhaft dargestellten Kriegerskulpturen des Bildhauers August Henneberger; die Bauausführung oblag John Kriegeris. 
Die Widmungsinschrift

„Den Gefallenen zum dankbaren Gedächtnis, den Lebenden zur Mahnung, den kommenden Geschlechtern zur Nacheiferung“

folgt – wie bei zahllosen Kriegerdenkmälern des 19. und 20. Jahrhunderts – der von August Boeckh verfassten des Nationaldenkmals auf dem Berliner Kreuzberg.
1996 wurde die Stele durch die Kirchengemeinde St. Johannis in Zusammenarbeit mit einem studentischen Projekt des Fachbereichs Gestaltung der Hochschule für Angewandte Wissenschaften Hamburg um ein Gegendenkmal erweitert. Es besteht aus drei großen gläsernen Tafeln des Altonaer Künstlers Rainer Tiedje, die ausgemergelte, leidende Gestalten zeigen.  Dem Monument wurde so ein neuer Inhalt verliehen. Eine zerbrochene Tafel wurde 2009 von der schleswig-holsteinischen Künstlerin Wiebke Logemann ersetzt.

## Kulturkirche Altona
Die Kulturkirche Altona gemeinnützige GmbH vermietet die Kirche seit 1998 im Auftrag der Evangelisch-Lutherischen Kirchengemeinde Altona-Ost.
Ihre Tätigkeit erweiterte sich 2011 auf die Durchführung von Kulturveranstaltungen. 2013 wurde die GmbH als gemeinnützig anerkannt.